# GRI (motorfiets)
GRI is een Brits historisch merk van motorfietsen.
De bedrijfsnaam was: Macrae & Dick Motorcycles, Inverness.
De merknaam was afgeleid van de initialen van de ontwerper van de motor: G.R. Inshaw. Die had een motor gebouwd met slechts één normale klep. De inlaatklep was vervangen door een roterende schijf. De motor was leverbaar als 348- en 496cc-versie, maar roterende schijven waren al eerder mislukt en het publiek had er dan ook weinig vertrouwen in. Wellicht is dat de reden dat de GRI-motorfietsen alleen in 1921 en 1922 werden gebouwd.